# Ле-Контамин-Монжуа
Ле-Контамин-Монжуа (фр. Les Contamines-Montjoie) — коммуна во Франции, в регионе Овернь-Рона-Альпы, департамент Верхняя Савойя. Население — 1192 человек (2011).
Муниципалитет расположен на расстоянии около 480 км юго-восточнее Парижа, 150 км восточнее Лиона, 50 км восточнее Аннеси.

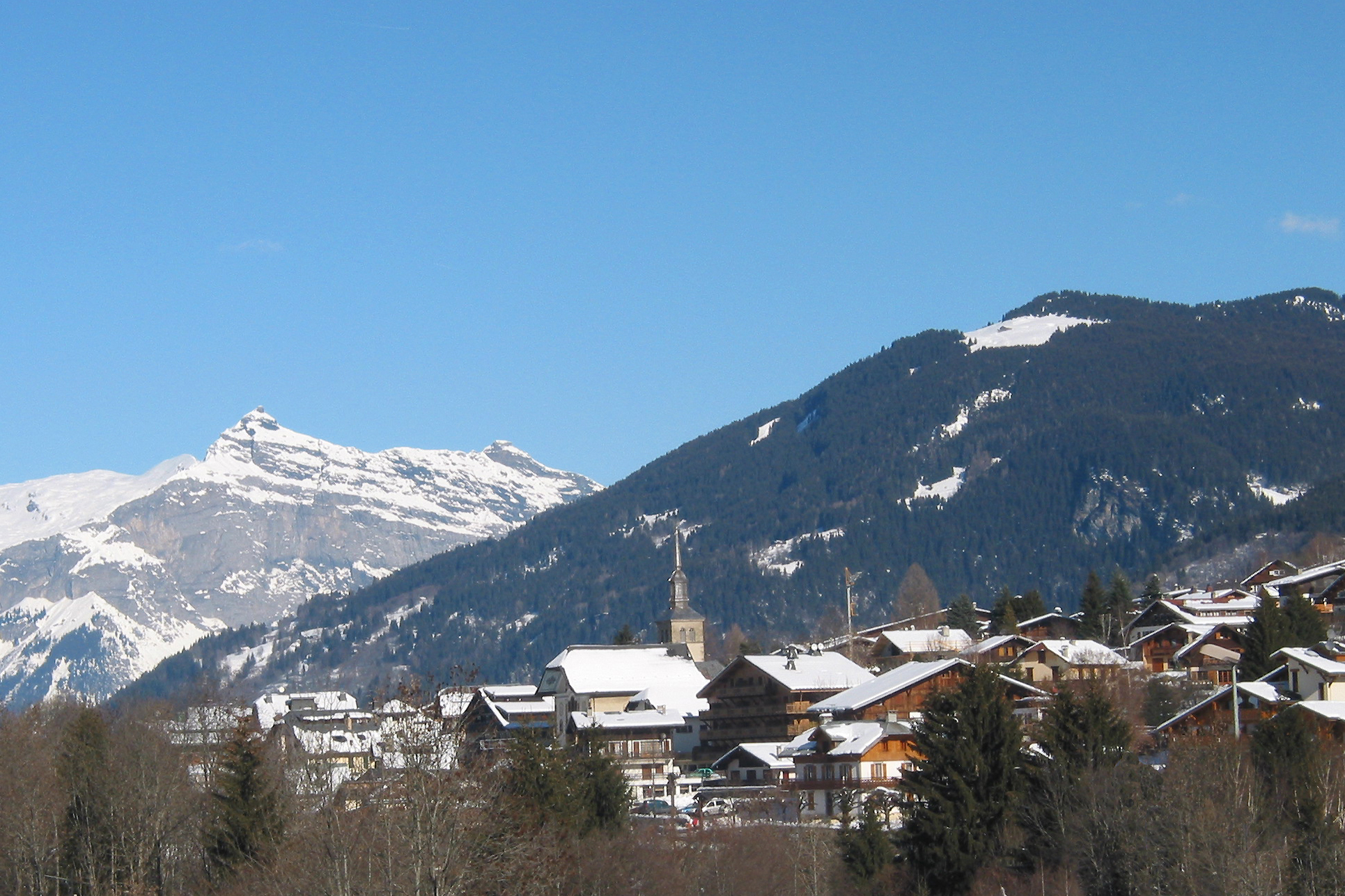

## Этимология
Первоначальное название деревни, «Les Contamines», происходит от слова «contamines», которое на древнем местном диалекте означало пахотную землю в поместье сквайра.

## История
До 2015 года муниципалитет находился в составе региона Рона-Альпы. С 1 января 2016 года принадлежит к новому объединённому региону Овернь-Рона-Альпы.